# 에벌루션 스튜디오
에벌루션 스튜디오(Evolution Studios)는 영국의 비디오 게임 개발 회사이다. 1999년에 설립되었다. 잉글랜드의 체셔를 거점으로 하고있다. 2007년 1월, SCE 월드와이드 스튜디오에 매입되었다.

## 역사
체셔의 프로드샴에 기반을 두고 조종석이 보이는 서킷에서 여러 대의 랠리 자동차 경주를 묘사하는 PC 레이싱 데모를 개발했다. 이후 소니는 월드 랠리 챔피어십 라이선스를 기반으로 하는 플레이스테이션 2 게임에 관심을 가지면서 이 데모를 선택했다.
워릭셔(Warwickshire)에 위치한 에벌루션 및 위성 스튜디오 빅빅 스튜디오(Bigbig Studios)는 2007년 9월 소니 컴퓨터 엔터테인먼트(Sony Computer Entertainment)에 인수되었다. 이 시점에서 켄라이트(Kenwright)와 헤더링턴(Hetherington)은 회사를 떠났고 공동 설립자 믹 호킹(Mick Hocking)이 회사를 인수하여 에벌루션, 빅빅, 스튜디오 리버풀을 운영했다. 호킹은 이후 2011년 4월 스튜디오 그룹의 부사장으로 승진했다.
마지막 개발 게임은 드라이브클럽(Driveclub)이었다. 플레이스테이션 4 출시 타이틀로 예정되어 있었지만 결국 2014년 10월까지 연기되었다. 이들은 거의 10년 전에 게임 이름을 상표로 등록했다고 주장하지만 기술이 게임의 비전을 만들어내기를 기다리고 있었다.
2015년 3월 23일, 에벌루션 스튜디오에서 55명의 스태프가 해고되었는데 소식통에 따르면 스튜디오의 절반 정도라고 한다. 2016년 3월 22일 소니는 에벌루션 스튜디오가 문을 닫았다고 발표했다.

## 개발한 게임
- 모터스톰
- 모터스톰 2
- 모터스톰 3: 아포칼립스
- 드라이브클럽